# 梅里克·傑諾揚
梅里克·傑諾揚（1985年3月24日—）是一名亞美尼亞田徑運動員，曾代表國家參加2008年北京奧運的男子標槍比賽和2012年倫敦奧運的男子標槍比賽，並未獲得獎牌。

## 外部連結
- 梅里克·傑諾揚在的頁面